# Helmholtz-Institut für Funktionelle Marine Biodiversität an der Universität Oldenburg
Das Helmholtz-Institut für Funktionelle Marine Biodiversität an der Universität Oldenburg (HIFMB) ist eine institutionelle Kooperation zwischen dem Bremerhavener Alfred-Wegener-Institut, Helmholtz-Zentrum für Polar- und Meeresforschung (AWI) und der Carl von Ossietzky Universität in Oldenburg. Es wurde 2017 gegründet.
Das HIFMB entwickelt die wissenschaftliche Grundlage für den Meeresnaturschutz und das marine Ökosystemmanagement, indem es die funktionelle Rolle der biologischen Vielfalt im Ökosystem Meer analysiert und Wissen über die allgemeinen Grundsätze, die diese Rolle beschränken, schafft. Das Institut erzeugt dadurch die notwendigen Kenntnisse und Werkzeuge, um zukünftige Änderungen in der Biodiversität und Ökosystemfunktion vorauszusagen und ihre Folgen für das menschliche Wohlbefinden zu analysieren.